# Gantz
Gantz (Nhật: ガンツ Hepburn: Gantsu)  là một bộ truyện tranh Nhật Bản được viết và minh họa bởi Hiroya Oku. Gantz kể về câu truyện của Kei Kurono và Masaru Kato, hai nhân vật này đã chết tại một trạm tốc hành và trở thành một phần của trò chơi "semi-posthumous" (tạm dịch: giữa-sau cái chết), trong đó họ và một số người vừa mới chết khác buộc phải săn lùng và giết bọn ngoài hành tinh với những món đồ, thiết bị và vũ khí hiện đại. Cả truyện tranh và phim hoạt hình của bộ này đều được dán nhãn nội dung về bạo lực và tình dục. 
Phim hoạt hình chuyển thể của Gantz được đạo diễn bởi Ichiro Itano và hoạt họa bởi hãng Gonzo, gồm 26 tập phim được chia thành hai mùa. Hai phần phim hành động dựa trên truyện tranh cũng đã được sản xuất và phát hành vào tháng giêng và tháng tư năm 2011. Phim hoạt hình sử dụng đồ họa CGI với tên gọi Gantz:O dự kiến phát hành vào 14 tháng 10 năm 2016.

## Nội dung
Hai học sinh trung học, Kei Kurono và Masaru Kato bị cán chết bởi tàu tốc hành trong lúc cố gắng cứu sống một tên vô gia cư say xỉn bị té xuống đường ray. Sau khi chết, Kurono và Kato nhận thấy mình đã bị chuyển đến một căn phòng trống tại Tokyo, tại đây họ gặp Joichiro Nishi, một người chơi kỳ cựu của Gantz, và một số kẻ chưa hiểu vấn đề khác. Hai người họ nhận ra rằng không thể nào rời khỏi căn hộ này được. ở đầu kia của căn phòng có một quả cầu đen với tên gọi là "Gantz". 
Một lúc sau, quả cầu Gantz bật ra, bên trong là một gã trần truồng trọc lóc với máy thở và một mới dây nhợ gắn vào người, xung quanh là các loại vũ khí và trang bị bảo hộ cho người chơi. Chúng gồm những bộ trang phục màu đen với kích thước phù hợp kèm theo khả năng gia tăng sức mạnh, tốc độ và sức chịu đựng kèm theo tránh thương tổn cho cơ thể, một bộ điều khiển như một thiết bị quan sát và khả năng tàng hình, Súng-X, Shotgun-X, Súng-Y. Sau Seri còn có Kiếm Gantz, Xe Gantz vô cùng vip nhận được khi đạt 100 điểm. 
Khi quả cầu Gantz mở ra, một loạt ký tự màu xanh xuất hiện trên bề mặt của nó thông báo cho mọi người biết rằng "cuộc sống của họ đã kết thúc và bây giờ sẽ thuộc về hắn ta".  Sau đó sẽ hiện ra ảnh và thông tin sơ lược về mục tiêu của Gantz, quả cầu lệnh cho người chơi tiêu diệt nó. Ngoại trừ một nhiệm vụ duy nhất thì hầu hết các nhiệm vụ này đều chọn mục tiêu là người ngoài hành tinh đang cư trú trên trái đất, với nhiều chủng loại. Trong khi tiến hành nhiệm vụ, người bình thường không thể nhìn thấy các người chơi và người ngoài hành tinh. Gantz dịch chuyển mọi người đến khu vực nhiệm vụ và họ không thể rời đi hoặc trở lại phòng Gantz cho đến khi mọi kẻ thù bị tiêu diêt, hoặc hết thời gian nhiệm vụ. Nếu họ còn sống và hoàn thành nhiệm vụ, mỗi cá nhân sẽ nhận được một số điểm tương đối với số kẻ thù ngoài hành tinh mà người chơi đó giết. Khi một người chơi hoàn thành đủ 100 điểm, menu 100 điểm sẽ xuất hiện và cung cấp cho người đó 3 lựa chọn: 
- Lựa chọn thứ nhất: Người chơi có thể trở lại cuộc sống thường ngày và không bao giờ bị Gantz triệu tập nữa, mọi ký ức của họ về Gantz và nhiệm vụ sẽ bị xóa sạch.
- Lựa chọn thứ hai: Người chơi sẽ nhận được một món vũ khí đặc biệt và vô cùng mạnh.
- Lựa chọn thứ ba: Người chơi có thể hồi sinh một người đã chết từ cơ sở dữ liệu của Gantz.

Sau khi hoàn thành nhiệm vụ, điểm số được thống kê trên bảng, nó được lưu lại và tiếp tục cộng dồn vào các nhiệm vụ tiếp theo, việc tiết lộ về Gantz ra bên ngoài cũng sẽ làm đầu họ nổ tung. Trong nhiệm vụ thứ ba của Kurono và Kato, tất cả những người chơi khác bao gồm cả Kato đều bị giết, tuy nhiên Kato cũng đồng thời giết được trùm cuối của nhiệm vụ và giúp cho Kurono có một cơ hội sống sót trong lúc tay và chân đã bị cắt lìa trên sàn nhà. Sau nhiệm vụ thứ 3, Kurono bắt đầu thay đổi và trở thành một hình mẫu anh hùng, một nhà lãnh đạo theo hình tượng Kato. Các tập tiếp theo, Kurono tham gia với mục tiêu hồi sinh lại những người bạn của mình với sự lựa chọn thứ ba khi đạt 100 điểm. Đội hình mới của Gantz được triệu tập với Kurono là lãnh đạo, nhờ kỹ năng chiến đấu và kinh nghiệm chinh chiến. Trong nhiệm vụ "Oni" (Quỷ), nó đã thể hiện Kurono với ý chí "Phải sống sót", anh ta đã trở thành thợ săn Gantz dũng mãnh nhất trong đội. Thông qua sự tương tác giữa các thành viên khác trong đội và sự quả cảm của mình trong các cuộc chiến, Kurono dần phát triển thành một người lãnh đạo đầy trách nhiệm. Sau nhiệm vụ Oni, Kato được Kurono hồi sinh, và cũng sớm sau đó Kurono đối mặt với cái chết trong lúc chống lại lũ Ma cà rồng. Các tập tiếp theo, bộ luật của nhiệm vụ đã được thay đổi, người chơi có thể bị nhìn thấy bởi những người bình thường, bọn ngoài hành tinh càng lúc càng mạnh và nguy hiểm hơn, họ tham chiến chung một nhiệm vụ với một đội Gantz ở Osaka. Kato trở thành trung tâm của bộ truyện và quyết tâm thực hiện nhiệm vụ để cứu Kurono. Trong một nỗ lực tuyệt vọng để cứu người bạn thân thiết của mình, Kato đụng độ với đối thủ giữ 100 điểm Nurarihyon, kẻ đã hủy diệt cả đội Osaka và đội của Kurono. Ở cuối nhiệm vụ, tương tự như lần đầu Kato chết, anh đánh bại tên ngoài hành tinh được cho là mạnh nhất của bộ truyện. Bộ truyện miêu tả xen kẻ giữa các nhiệm vụ và cuộc sống đời thường của Kurono, cũng như của những người chơi khác. 
Sau hàng loạt nhiệm vụ, một người chơi kỳ cựu có tên là Nishi, đồng thời là người am hiểu nhiều nhất về Gantz đã cho biết sẽ có một thảm họa đang được đếm ngược từng giây trên mặt cầu Gantz mà những người chơi khác đều không hay biết. Thời gian cho biết chỉ còn một tuần nữa là đến thảm họa chưa rõ đấy. Vào ngày cuối của tuần, một lực lượng khổng lồ ngoài hành tinh xâm nhập trái đất và bắt đầu chuỗi tàn sát loài người. Giai đoạn cuối của bộ truyện, Nishi và Kurono được miêu tả tương tự như nhau, cả hai đều bị gia đình xem thường và bị cho là xấu xa. Tuy nhiên, khác với Nishi, Kurono có một lý do để sống. Nishi trong chương "The Great Escape" (Cuộc Đại Đào Tẩu), bị bỏ lại cho đến chết bởi Kurono, hắn thề sẽ trả thù và kêu gào khóc lóc cho Gantz và mẹ đến cứu giúp, nhưng cái chết của hắn cũng chưa rõ ràng lắm. Người Nhật cũng tìm hiểu về sự tồn tại của các đội Gantz khác trên thế giới. Sau một cuộc chiến kéo dài, kẻ cầm đầu trước giờ trong cuộc chiến chống lại người ngoài hành tinh đã tiết lộ về bản thân là một chủng loài ngoài hành tinh cao cấp, và cũng là kẻ đã cung cấp dữ liệu cho loài người phát triển các phương tiện để tự bảo vệ mình trước những kẻ xâm lược, vì một vài lý do mà họ từ chối tiết lộ nhiều và tự cho đó là vì ý thích. Trong lúc bị dồn vào bước đường cùng, lãnh đạo lực lượng ngoài hành tinh, Eeva, đã thách thức toàn thể nhân loại rằng sẽ tiêu diệt loài người bằng cách cho tàu mẹ đâm vào trái đất, giết hết cả hai chủng tộc nếu Kurono không đến so kè với hắn, trước thông báo này thì hắn cũng đã thách đấu và tiêu diệt nhiều đội Gantz khác trong khu vực của mình. Gây cho loài người một nỗi sợ diệt vong, thế giới đã kêu gọi Kurono trên các phương tiện truyền thông, và nhờ sự hồi sinh của Kato, Kurono đánh cược số phận của nhân loại vào mình, và cuối cùng, anh tiêu diệt được Eeva, ngăn chặn được tàu mẹ chơi đòn hy sinh. Bộ truyện kết thúc khi Kurono và Kato trở về trái đất an toàn và được chào đón như những người hùng. 

## Sản xuất
Hiroya Oku lần đầu nghĩ tới câu truyện về Gantz khi đang là học sinh trung học. Ông được truyền cảm hứng bởi Jidaigeki trong chương trình Hissatsu, và Robert Sheckley với tiểu thuyết Time Murderer. Tuy nhiên, ông không quyết định thực hiện bộ Gantz liền mà phải sau khi thực hiện bộ truyện tranh Zero One; Zero One cũng tựa như vậy, nhưng Oku buộc phải kết thúc sê ri này, ghi chép cho rằng vì nó không thú vị cho lắm và khá tốn kém để phát triển..
Trong lúc thực hiện các chương của bộ truyện tranh, Oku bắt đầu với một ảnh thu nhỏ của các trang. Ông tạo nên mô hình 3D của các nhân vật và cảnh nền trên máy tính của ông. Sau khi làm xong, Oku in các nhân vật và cảnh nền mà ông ấy tạo trong 3D, thêm âm thanh và màu sắc cho các trang và hoàn thành với các hiệu ứng âm thanh và đối thoại. Phong cách này cũng được ông sử dụng trong Zeron One, nhưng với cách làm đó, việc vẽ bằng tay khá ít, Oku quyết định thêm nhiều bản vẽ thủ công để làm cho Gantz có hồn hơn cũng như giảm ngân sách. Tuy nhiên ông cũng nhấn mạnh rằng phương pháp này rất tốn thời gian và ông phải làm việc thật nhanh để hoàn thành các chương truyện trước thời hạn.
Oku cũng đã cố gắng để kết hợp chủ nghĩa hiện thực vào Gantz, đồng thời phản ảnh hiện trạng trong truyện đều dựa trên quan điểm của mình về thế giới thực. Trong các cảnh bạo lực hay khiêu dâm, Oku phải chắc chắn không làm cho chúng quá dài để tránh phải giảm tính hiện thực của sê ri. Tuy nhiên, ông cũng đề cập về chuyện ông không có tự kiểm duyệt và các bản vẽ mà ông từng minh họa cho nó cũng đã xuất hiện trong bộ truyện. Một số cảnh gây bất ngờ tương phản lại các tình tiết thường xảy ra trong các bộ truyện tranh khác như cái chết của các nhân vật chính Kei Kishimoto và Masaru Kato. Trước khi sê ri bắt đầu một cách tuần tự, Oku cũng nói với trợ lý của mình rằng, với Kurono là ngoại lệ thì các nhận vật chính trong sê ri sẽ chết.

## Truyền thông

### Truyện Tranh
Được viết bởi Hiroya Oku, các chương của bộ truyện đã được xuất bản trên tạp chí Nhật Bản Weekly Young Jump từ năm 2000 và kết thúc vào 20 tháng 6 năm 2013; Riêng các chương truyện của sê ri vẫn được xuất bản mỗi nửa tháng. Gantz chia câu truyện thành ba phần chính gọi là "giai đoạn". Sau khi hoàn thành giai đoạn 1, tác giả cho sê ri gián đoạn một thời gian ngắn để tiến hành giai đoạn 2, còn được gọi là "Katastrophe" (thảm họa). Giai đoạn một gồm từ đầu tới chap 237. vào ngày 22 tháng 11 năm 2006, chương thứ nhất của giai đoạn 2, chap thứ 238, đã được xuất bản. Giai đoạn 2 gồm chương 238 đến chương 303. Giai đoạn thứ 3 cũng đồng thời là giai đoạn cuối cùng bắt đầu từ ngày 1 tháng 10 năm 2009, sau khi gián đoạn một thời gian ngắn. Vào 20 tháng 6 năm 2013, câu truyện chính của bột ruyện đã được hoạn thành dài 383 chương (không tính các bản đặc biệt và mở rộng). Các chương riêng lẻ được thu nhặt bởi Shueisha ở dạng Tankõbon; tập đầu tiên được phát hành vào 11 tháng 12 năm 2000. Hiện tại tập 37 cũng đã được xuất bản bởi Shueisha. Công ty xuất bản Dark Horse Comics mua bản quyền phát hành bản dịch tiếng Anh của Gantz vào 1 tháng 7 năm 2007, trong sự kiện Anime Expo. Tập tiếng Anh đầu tiên được phát hành vào 25 tháng 6 năm 2008. Trong khi ba số đầu tiên được xuất bản hàng quý, các tập sau đều được phát hành hai tháng một tập. Bộ truyện được xuất bản bởi Glénat ở Tây Ban Nha và Planet Manga ở Đức, Italia và Brazil. Xuất bản ở pháp bởi Tonka, Editorial Vid ở Mexico và Editorial Ivrea ở Argentina.
.
Một bản mở rộng với tựa GANTZ:G, sẽ bắt đầu công bố tại Shueisha ở ấn bản đặc biệt vào 17 tháng 11 năm 2015. Bộ truyện được viết bởi Oku nhưng minh họa bởi Keita Iizuka.
Gantz/Osaka đã được xuất bản tại Nhật (kể về câu truyện về đội Gantz Osaka), trong khi Gantz/Nishi đã bắt đầu xuất bản (kể về cuộc sống của Nishi), và Gantz no Moto với Hiroya Oku kể về cách mà ông tiến hành bộ truyện và những gì bộ phim ảnh hưởng đến ông.

### Phim Hoạt Hình
Tựa phim hoạt hình được sản xuất bởi hãng Gonzo và đạo diễn bởi Ichiro Itano, phát sóng tại Nhật trên đài Fuji và AT-X. Phim hoạt hình Gantz được chia thành hai mùa rõ rệt là "Giai đoạn đầu tiên" và "Giai đoạn thứ hai", cũng là tiếp nối trực tiếp của phần đầu. Giai đoạn đầu tiên phát sóng tại Nhật Bản với một vài cảnh bị kiểm duyệt do nội dụng không phù hợp như bạo lực hay khiêu dâm. Tuy nhiên, đĩa DVD thì không bị kiểm duyệt. Giai đoạn thứ hai được phát sóng trên kênh AT-X vào 26 tháng 8 năm 2004. Có tổng 12 đĩa DVD tiếng Nhật, phát hành từ 28 tháng 8 năm 2004 đến 29 tháng 5 năm 2005. Bên cạnh đó, các DVD được đóng hộp thành một bộ.

Hãng phim AVD đã công bố và được cấp phép phát hành hàng loạt tại Hoa Kỳ. Bộ phim được phát hành ở dạng không bị cắt, giữ lại các cảnh bạo lực và khiêu dâm mà trước đây bị kiểm duyệt tại Nhật Bản trên sóng truyền hình. Mười DVD được phát hành bởi hãng phim ADV từ ngày 8 tháng 2 năm 2005 đến 17 tháng 1 năm 2006. Hãng cũng đóng thành hai bộ hộp DVD vào năm 2006 và trong bản Perfect Score Collection với một túi giống dạng Gantz. Vào 25 tháng 6 năm 2919, nhà phân phối phim hoạt hình Funimation Entertainment trên bảng điều khiển FuniCon 4.0 trực tuyến của họ rằng đã giành được quyền với sê ri, cùng với 3 tựa đề khác của ADV sau sự sụp đỗ của ADV vào năm 2009.

### Trò Chơi Điện Tử
Ngày 17 tháng 3 năm 2005, Konami công bố một game cho máy PlayStation 2 tại Nhật Bản với tên gọi đơn giản là Gantz: The Game. Nó gồm tính năng lựa chọn các nhân vật và cốt truyện cho tới nhiệm vụ Chibi Alien. Trò chơi nhập vai (RPG) bắn súng dưới góc nhìn thứ ba kết hợp với nhau. Trò chơi cũng bao gồm các tính năng bổ sung và chế độ chơi miễn phí, chế độ Mini, chế độ Magazine Browser, đấu hạng Gantz, một bài đánh giá bộ phim và thống kê hoành thành kịch bản. Trò chơi chưa bao giờ được phát hành ở nước ngoài. 
Gantz/Burst và Gantz MobileMission là hai trò chơi trên điện thoại di động. 

### Tiểu thuyết
Vào tháng 7 năm 2009. Weekly Young Jump, tạp chí truyện tranh seinen, bắt đầu xuất bản một cuốn tiểu thuyết với tên gọi Gantz/Minus. Nó được viết bởi Masatoshi Kusakabe và minh họa bởi Yusuke Kozaki. Nội dung câu truyện diễn ra trước sự kiện trong truyện tranh, với trọng tâm nói về các nhân vật Shion Izumi và Joichiro Nishi. Vấn đề trên trang bìa của Gantz/Minus, nó mô tả bộ tiểu thuyết như là "hyper solid action novel" (tạm dich: siêu hạng tiểu thuyết hành động). 
Gantz/EXA là cuốn tiểu thuyết Gantz thứ hai đã được xuất bản. Nó được đăng lần đầu trên tạp chí Jump, sau đó in thành một bộ hoàn chỉnh vào tháng 1 năm 2011.

### Phim Ảnh
Ngày 24 tháng 11 năm 2009, thông báo về hai phần phim Gantz đang trong quá trình sản xuất. Gồm các ngôi sao Kazunari Ninomiya và Kenichi Matsuyama trong vai trò Kurono và Kato, được đạo diễn bởi Shinsuke Sato. Hai phần phim được phát hành lần lượt vào tháng 1 và tháng 4 năm 2011.
Bộ phim đầu tiên có tựa đề đơn giản là Gantz, được phát hày vào 29 tháng 1 năm 2011. Một phiên bản đặc biệt được công chiếu tại Bắc Mỹ vào ngày 20 tháng 1 năm 2011, đồng thời cũng được công chiếu trên màn ảnh rộng ở khắp 46 tiểu bang. Vào cuối mùa đặc biệt đang diễn ra ở Los Angeles, tại rạp chiếu bóng Mann's Chinese 6, đã diễn ra một cuộc gặp mặt và phỏng vấn trực tiếp với cả hai nam chính, cũng như công chiêu một đoạn teaser trailer cho phần thứ hai, Gantz:  Perfect Answer, được phát hành tại nhật bản vào ngày 23 tháng 3 năm 2011. Gantz và Gantz 2: Perfect Answer được chiếu tại San Diego, California trong lễ hội Comic-con quốc tế tại nhà hát Gaslamp 15 ngày 22 và 23.

## Các nhân vật
- Các nhân vật chính
  - Kei Kurono
  - Masaru Kato
- Các nhân vật hỗ trợ
  - Kei Kishimoto
  - Shion Izumi
  - Joichiro Nishi
  - Yoshikazu Suzuki
  - Hiroto Sakurai
  - Kenzo Sakata
  - Reika Shimohira
  - Daizemon Kaze
  - Takeshi Koumoto
  - Kouki Inaba
  - Hoi Hoi
  - Sei Sakuraoka
  - Osaka Gantz team
  - Tae Kojima
  - Người ngoài hành tinh
  - Ma cà rồng
    - Host Samurai
    - Kill Bill
- Các nhân vật phụ
  - Akira Kurono
  - Tonkotsu